# 无锡市第五人民医院
31°36′12″N 120°19′16″E / 31.60323°N 120.32115°E
无锡市第五人民医院，是中国江苏省的一所医院，为三级甲等专科医院，位于无锡市广瑞路1215号。

## 沿革
无锡市第五人民医院原为无锡市传染病医院，始建于1951年，是江南大学附属医院（简称江大附五院），南京医科大学和苏州大学教学医院，南京中医药大学研究生培养基地。2003年7月1日，撤销无锡市肺科医院，职能转移到第五人民医院。2016年11月，无锡市第五人民医院与无锡市第二人民医院联合组建无锡市普仁医疗集团，实行集团化管理模式。2017年10月8日，医院整体搬迁至无锡市广瑞路1215号，与无锡市第二人民医院东院区组成了无锡市普仁医疗集团新院区、国家中医药管理局中医传染病临床基地。